# Lengua de señas venezolana
La lengua de señas venezolana (LSV) es la lengua gestual que utiliza la comunidad sorda de Venezuela, así como también personas interesadas en comunicarse con esta comunidad. La LSV tiene una gramática y un vocabulario propios, que la diferencian de las lenguas de señas de otros países.
Se estima que para 2015 existían alrededor de 15 000 usuarios de esta lengua en el país.

## Historia
Las primeras menciones conocidas acerca de una comunidad de personas con discapacidad auditiva usuarios de una lengua de señas en Venezuela se remontan a la década de 1930, tras la fundación de la primera escuela que acogió a niños con deficiencias auditivas en Caracas, la capital del país. Esa escuela, el Instituto Venezolano de Ciegos y Sordomudos (IVCyS), fundada en 1939, permitió la formación de una pequeña comunidad de señantes, que a partir de las señas caseras traídas por cada uno, fue configurando un código común.
Más adelante, la administración del IVCyS decidió separar los niños sordos de los ciegos y se fundó, para los primeros, la Escuela Taller de Sordomudos. En esta se empleó a maestros oyentes formados en España, que conocían la lengua de las personas con discapacidad auditiva de ese país. El contacto entre el código desarrollado hasta entonces por los niños y la LSE hablada por los maestros parece ser el origen de lo que hoy es la LSV.
Más adelante, en 1950, varios miembros de la primera generación de alumnos de esas instituciones fundaron la Asociación de Sordomudos de Caracas, bajo la dirección de José Arquero Urbano, un inmigrante que había sido líder de los sordos madrileños. La influencia de las señas traídas por Arquero Urbano volvió a transformar la LSV, según relatan viejos testigos de aquella época. Por este relato, muchos sordos venezolanos asumen hoy que ese sordo español fue el creador de la LSV (que se diferencia sensiblemente de la lengua usada por los sordos de España).
Durante los años 1980 el Ministerio de Educación de la época estableció una serie de política dirigidas para la población no oyente del país a través del programa Educación Bilingüe para Sordos que, de acuerdo con lingüista venezolano Alejandro Oviedo, debido a falta de planificación y de personal especializado se dificultó el acceso a la lectura escrita para la comunidad sorda, pero que materializó la primera escuela pública especializada y estimuló la investigación académica sobre el tema.
Posteriormente, en el año 1989 es usado por primera vez el término «lengua de señas venezolana» en el marco de un seminario de sobre el idioma realizado en la sede de la Universidad de los Andes.

## Estatus legal de la lengua
En 1999, y después de un intenso cabildeo de las asociaciones de sordos de toda Venezuela, los legisladores incluyeron dos menciones a la LSV en la Constitución. En el artículo 81 hace mención de que las personas sordas pueden comunicarse a través de la lengua de señas venezolana de la República Bolivariana de Venezuela; el artículo 81 reconoce el derecho de las personas sordas a comunicarse por medio de la LSV, mientras que el 101 establece que ese grupo de personas tiene el derecho de ser informado, en su lengua, a través de la televisión pública y privada.
El estatus de la LSV permanece, sin embargo, en una posición jurídica inferior a la de las lenguas reconocidas oficialmente por la constitución. En su artículo 9, el máximo texto jurídico venezolano concede estatus de «lenguas oficiales» al castellano (en toda la república) y a las lenguas indígenas (en sus territorios ancestrales). A la LSV no se le otorga tal reconocimiento. En su redacción actual, sólo se concede el derecho a su uso. Específicamente, la lengua de señas en Venezuela fue fundada por José Arquero Urbano a los 4 meses del año 1950 en Caracas. José Arquero Urbano fue una figura esencial en la historia reciente de los sordos en Venezuela, y un líder destacado de la comunidad sorda española. Fue el promotor, uno de los fundadores y primer presidente de la Asociación de Sordos de Caracas, y su influencia en la comunidad fue tal que muchas personas sordas lo consideran el creador de la lengua de señas venezolana.

## Estudios sobre la LSV
Las investigaciones hechas sobre la LSV indican que esta lengua posee los mismos elementos estructurales descritos para otras lenguas de señas: uso de señas direccionales, uso de señas con clasificadores, cambios en la forma de las señas para indicar matices modales y aspectuales, fuerte dependencia pragmática para definir los roles argumentales, etc. Además de investigaciones sobre la gramática de la LSV, se han realizado también estudios en psicolingüística (adquisición en niños sordos, principalmente), sociolingüística y etnolingüística en la comunidad sorda del país.
De acuerdo con el lingüista venezolano Alejandro Oliviero las principales instituciones que se han encargado de la investigación académica de esta lengua son la Universidad de los Andes y el Pedagógico de Caracas.

## Número de usuarios de la LSV
Entre los usuarios de la LSV se incluye tanto a los sordos que tienen esta lengua como su principal medio de comunicación, como a los oyentes que poseen conocimientos fluidos de ella. 
No se conoce el número exacto de usuarios de esta lengua (ningún censo ha considerado, hasta ahora, las especificidades culturales y lingüísticas de esta comunidad). Hay, sin embargo, algunos criterios que permiten especular que esa comunidad tiene cerca de quince mil personas. Esto se basa en interpretaciones de otros datos disponibles, tales como el número de niños sordos que son atendidos por el sistema educativo público nacional (más de tres mil, en 2004), el número de afiliados a las asociaciones de sordos del país (cerca de nueve mil, en 1997) y las cifras ofrecidas por los organismos internacionales de salud (0,2 % de los niños nacidos son sordos). 
De resultar ciertas estas estimaciones, los usuarios de la LSV constituirían la tercera minoría lingüística autóctona del país, después de las lenguas propias de los pueblos wayúu y waraw.